# Pardosa socorroensis
Pardosa socorroensis este o specie de păianjeni din genul Pardosa, familia Lycosidae, descrisă de Jiménez, 1991. Conform Catalogue of Life specia Pardosa socorroensis nu are subspecii cunoscute.